# Ракетные катера типа «Саар-2»
 Саар 2 (ивр. סער 2‎ — «Шторм») — тип ракетных катеров Израильских ВМС. Израиль стал первым в «западном» лагере и вторым в мире после СССР, оценившим все преимущества ракетных катеров.
В качестве основы для проекта использовался немецкий торпедный катер типа «Ягуар». Первоначально строились на верфи Амио в Шербуре, (Франция). Первый катер был спущен на воду 11-го апреля 1967 г. До конца 1968 г. на верфях Амио было построено 7 катеров из 12 заказанных. 5 из них прошли испытания и отправились в Израиль. Катера этого типа несли гидроакустическую станцию (сонар) и 40 мм артиллерийскую установку. Катер имел длину 45 метров, два радара (поисковый французского производства и управления огнём), четыре дизельных мотора, вооружение включало ракеты типа «Gabriel Mk» израильской разработки. Максимальная скорость 40 узлов. После перевооружения катера стали числиться как тип «Саар-2», а катера второй группы, оснастив их двумя одноконтейнерными ПУ ПКР «Гарпун» вместо одной из ПУ ПКР «Габриэль», обозначили как тип «Саар-3». Позднее ПУ ПКР «Габриэль» модернизировали для стрельбы ракетами обеих модификаций — Mk 1 и Mk 2.
В серии их было 6:
- «Акко»
- «Хайфа»
- «Эйлат»
- «Мисгав» («Оплот»)
- «Мезанек» («Бросающийся»)
- «Мивтах» («Опора»)

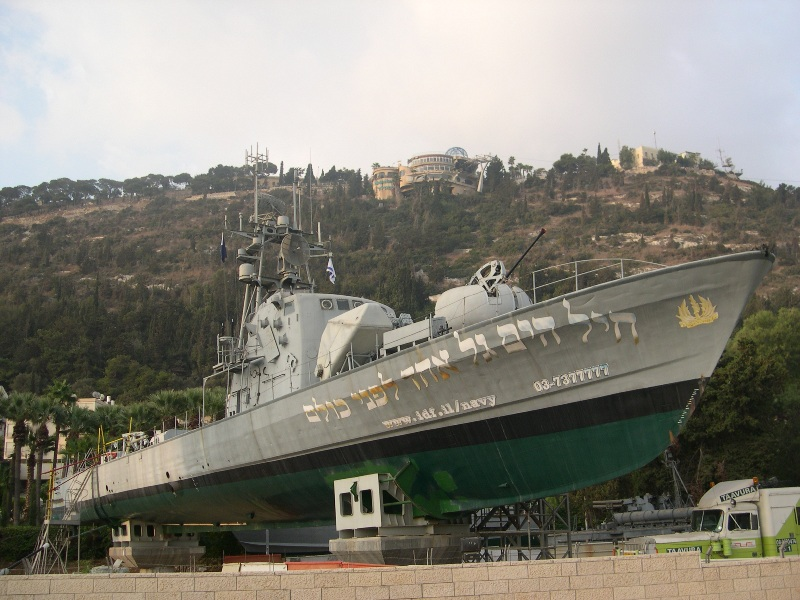
Ракетный катер «Мивтах» в музее ВМФ Израиля

После заказа во Франции второй партии катеров возникли финансовые трудности, потребовавшие отказаться от 1-2 катеров. Чтобы не идти на это, было решено временно отказаться от закупки ракет и систем управления огнём для трёх из катеров, превратив их из ракетных в артиллерийские (вооружение — 3×40 мм АУ). Тип этих временно артиллерийско-торпедных катеров именовался «Саар-1». К началу Войны Судного дня (1973 г) один из таких катеров успел получить ракетное вооружение, а два других — «Мивтах» и «Мисгав» — всё ещё оставались артиллерийскими.